# Vegyes csapat műugrás a 2019-es úszó-világbajnokságon
A 2019-es úszó-világbajnokságon a műugrás vegyes csapatversenyét július 16-án este rendezték meg a kvangdzsu (gwangju)i Nambu University Municipal Aquatics Centerben.

## Versenynaptár
Az időpont(ok) helyi idő szerint olvashatóak (UTC +09:00):
| Dátum                  | Időpont     | Forduló |
| ---------------------- | ----------- | ------- |
| 2019. július 16., kedd | 20:45-22:15 | Döntő   |

## Eredmény
| #  | Versenyző                                            | Ország                   | Pontok | Pontok | Pontok | Pontok | Pontok | Pontok | Pontok |
| #  | Versenyző                                            | Ország                   | F1     | F2     | F3     | F4     | F5     | F6     | Össz.  |
| -- | ---------------------------------------------------- | ------------------------ | ------ | ------ | ------ | ------ | ------ | ------ | ------ |
|    | Lin San (Lin Shan) Jang Csien (Yang Jian)            | Kína (CHN)               | 49,00  | 89,25  | 60,00  | 90,20  | 45,00  | 83,20  | 416,65 |
|    | Julija Tyimosinyina Szergej Nazin                    | Oroszország (RUS)        | 51,00  | 43,00  | 81,60  | 60,45  | 74,80  | 79,20  | 390,05 |
|    | Katrina Young Andrew Capobianco                      | Egyesült Államok (USA)   | 36,00  | 44,00  | 70,40  | 71,40  | 56,00  | 79,80  | 357,60 |
| 4  | Leong Mun Yee Chew Yiwei                             | Malajzia (MAS)           | 42,00  | 45,00  | 63,00  | 76,50  | 68,80  | 52,50  | 347,80 |
| 5  | Laura Hingston Cassiel Rousseau                      | Ausztrália (AUS)         | 40,00  | 39,00  | 56,00  | 58,90  | 64,00  | 71,40  | 329,30 |
| 6  | Eden Cheng Ross Haslam                               | Egyesült Királyság (GBR) | 48,00  | 38,00  | 63,00  | 45,00  | 73,10  | 60,80  | 327,90 |
| 7  | Diana Isabel Pineda Zuleta Sebastián Villa Castañeda | Kolumbia (COL)           | 39,00  | 44,00  | 52,50  | 71,75  | 40,60  | 77,55  | 325,40 |
| 8  | Maria Kurjo Lars Rüdiger                             | Németország (GER)        | 42,00  | 66,30  | 67,20  | 45,50  | 64,50  | 39,00  | 324,50 |
| 9  | Anna Arnautova Olekszij Szereda                      | Ukrajna (UKR)            | 45,00  | 43,00  | 51,80  | 68,80  | 33,00  | 81,60  | 323,20 |
| 10 | Paola Espinosa Sánchez Iván García Navarro           | Mexikó (MEX)             | 40,00  | 42,00  | 40,50  | 79,55  | 51,00  | 66,50  | 319,55 |
| 11 | Ellen Ek Vinko Paradzik                              | Svédország (SWE)         | 38,00  | 45,00  | 58,80  | 57,75  | 58,50  | 57,60  | 315,65 |
| 12 | Anisley García Navarro Carlos Ramos Rodríguez        | Kuba (CUB)               | 41,00  | 42,00  | 48,00  | 76,80  | 33,00  | 65,80  | 306,60 |
| 13 | Chiara Pellacani Riccardo Giovannini                 | Olaszország (ITA)        | 45,00  | 41,00  | 47,85  | 62,00  | 39,60  | 65,60  | 301,05 |
| 14 | María Betancourt Oscar Ariza                         | Venezuela (VEN)          | 24,00  | 67,50  | 37,50  | 70,40  | 49,60  | 45,00  | 294,00 |
| 15 | Tammy Takagi Isaac Souza Filho                       | Brazília (BRA)           | 45,00  | 39,00  | 45,00  | 49,50  | 66,60  | 42,00  | 287,10 |
| 16 | Ramanya Yanmongkon Thitipoom Marksin                 | Thaiföld (THA)           | 65,60  | 40,50  | 46,40  | 32,20  | 18,00  | 36,00  | 238,70 |